# Josef Felix Pompeckj
Josef Felix Pompeckj (ur. 10 maja 1867 w Groß-Köllen, zm. 8 lipca 1930 w Berlinie) – niemiecki geolog i paleontolog.

## Życiorys
Syn Ignaza Pompeckjego i Magdalene z domu Norden. Studiował geologię i paleontologię, doktoryzował się w 1889 roku w Królewcu u Wilhelma von Branki. Pracował w Tybindze i Monachium, gdzie w 1894 roku został kustoszem i habilitował się pod kierunkiem Karla Alfreda von Zittla, a w 1893 roku został profesorem nadzwyczajnym. Potem profesor nadzwyczajny w Landwirtschaftlichen Hochschule w Hohenheim (1904–1907), Królewcu (1907–1908), Getyndze (1908–1913) i ponownie w Tybindze (1913–1917). Następnie został profesorem geologii i paleontologii w Berlinie, gdzie w 1917 roku powierzono mu stanowisko dyrektora Instytutu i Muzeum Geologiczno-Paleontologicznego (Geologisch-Paläontologischen Institut und Museum), które to stanowisko piastował do śmierci w 1930 roku. Od 1920 roku członek Niemieckiej Akademii Nauk, w roku akademickim 1925–1926 rektor Uniwersytetu.
W zoologii, w nazwach gatunków opisanych przez niego używa się pełnego nazwiska Pompeckj.

## Taksony opisane przez Pompeckjego
- Pseudocadoceras nanseni (Pompeckj, 1899)
- Pseudocadoceras petelini (Pompeckj)
- Mojsvarites Pompeckj, 1895
- Xenusion Pompeckj, 1927
- Stromatocystis pentagularis Pompeckj, 1896

## Wybrane prace
- Ueber Aucellen und Aucellen-ähnliche Formen. Neues Jahrbuch für Mineralogie, Geologie und Paläontologie (1881)
- Ueber Ammonoideen mit anormaler Wohnkammer. Jahreshefte des Vereins für Vaterländische Naturkunde (1884)
- Die Fauna des Cambriums von Tejřovic und Skrej in Böhmen. Jahrbuch der Geologischen Reichsanstalt (1896)
- Ueber Calymene Brongniart. Neues Jahrbüch für Mineralogie (1898)
- Marines Mesozoikum von König Karls Land. Stockholm, Vet.-Akad. Öfvers., Arg, 1899
- Jura-Fossilien aus Alaska. Verhandlungen der Kaiserlichen Russischen Mineralogischen Gesellschaft zu St. Petersburg. Zweite Serie. 38 (1), ss. 239-282 (1900)
- Die Juraablagerungen zwischen Regensburg und Regenstauf. Geogn. Jahrb (1901)
- Ueber Aucellen und Aucellen-ähnliche Formen. Neues Jahrbuch fur Mineralogie, Geologie und Palaontologie 14
- Aus dem Tremadoc der Montagne Noire (Süd-Frankreich). Neues Jahrbuch fur Mineralogie, Geologie und Palaontologie (1902)
- Die zoogeographischen Beziehungen zwischen den Jurameeren NW-und S-Deutschlands. J-Ber nieders geol Ver (1908)
- Über einen Fund von Mosasaurier-Resten im Ober-Senon von Haldem (1910)
- Zur Rassenpersistenz der Ammoniten. Jahresbericht des Niedersachischen Geologischen Vereins, 1910
- Amphineura-Palaontologie. Handworterbuch der Naturwissenschaften, 1912
- Das Meer des Kupferschiefers. Sonderabdruck aus der Branca-Festschrift. (Leipzig, Gebrüder Borntraeger, 1914).
- Die Bedeutung des Schwäbischen Jura für die Erdgeschichte. Stuttgart, 1914
- Kupferschiefer und Kupferschiefermeer. Zeitschrift der Deutschen Gesellschaft für Geowissenschaften, Band 72. ss. 329-339
- Das Ohrskelett von Zeuglodon. Senckenbergiana, 1922
- Gigantostraca und Scorpionida. Erweiterte Ausführung des in der Diskussion zum Vortrage von HerrnVersluys Gesagten[1]. (1923)
- Ammoniten des Rhät. Neues Jahrbuch für Mineralogie, Geologie und Paläontologie (1895)
- Ferencz Nopcsa (báró), Josef Felix Pompeckj. Osteologia reptilium fossilium et recentium. W. Junk, 1926
- J. C. M. Reinecke, ein deutscher Vorkämpfer der Deszendenzlehre aus dem Anfange des neunzehnten Jahrhunderts[2]. (1927)
- Ein neues Zeugnis uralten Lebens. Erweiterte Ausführung der bei der Göttinger Tagung der Palaeontologischen Gesellschaft gegebenen Mitteilung[3]. (1927)
- Schuchert C, LeVene CM, Pompeckj JF. Brachiopoda:(generum et genotyporum index et bibliographia). 1929 W. Junk, Berlin